# Zanthoxylum stipitatum
Zanthoxylum stipitatum är en vinruteväxtart som beskrevs av Cheng Chiu Huang. Zanthoxylum stipitatum ingår i släktet Zanthoxylum och familjen vinruteväxter. Inga underarter finns listade i Catalogue of Life.